# Derek France

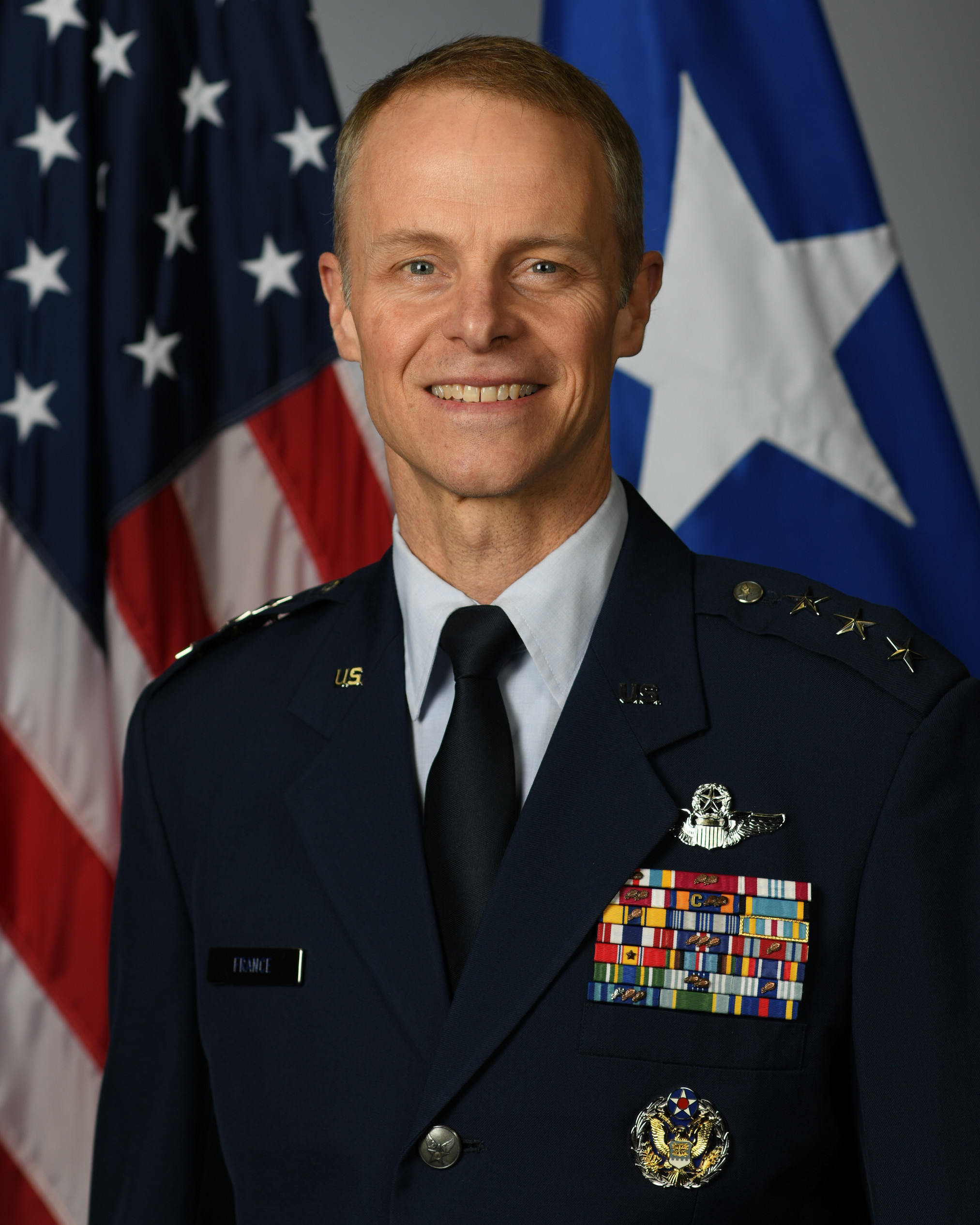
Derek C. France (2024)

Derek Charles France (* um 1970 in Las Vegas, Clark County, Nevada) ist ein Generalleutnant der United States Air Force. Er war unter anderem Kommandeur der 3. Luftflotte. Zurzeit (März 2025) kommandiert er die 9. Luftflotte und die Luftstreitkräfte des United States Central Commands.
Im Jahr 1992 absolvierte er die United States Air Force Academy in Colorado Springs. Nach seiner Graduation wurde er als Leutnant in das Offizierskorps der Air Force aufgenommen. In der Folge durchlief er alle Offiziersgrade vom Leutnant bis zum Drei-Sterne-General.
Im Lauf seiner militärischen Karriere absolvierte er verschiedene Kurse und Schulungen. Dazu gehörten unter anderem eine Ausbildung zum Kampfpiloten und weitere Fortbildungskurse als Pilot neuer Flugzeugtypen; die Squadron Officer School auf der Maxwell Air Force Base in Alabama; das Air Command and Staff College über einen Fernkurs; das Naval Command and Staff College und das Naval War College in Newport in Rhode Island und das Air War College über einen Fernkurs.
In seinen frühen Jahren als Offizier der Luftwaffe war er an verschiedenen Stützpunkten in den Vereinigten Staaten stationiert. Dabei war er als Pilot oder Flugausbilder bei unterschiedlichen Einheiten tätig. Dazwischen absolvierte er die erwähnten Schulungen. Zwischen August 2004 und Juni 2005 war er Ausbildungspilot bei der amerikanischen Ausbildungsmission in Saudi-Arabien (United States Military Training Mission, Kingdom of Saudi Arabia). Anschließend setzte er seine Laufbahn in den Vereinigten Staaten fort.
Zwischen Juli 2011 und Juni 2013 kommandierte er auf der Elmendorf Air Force Base in Alaska die 3rd Operations Group. Anschließend wurde er nach Südkorea versetzt, wo er bis zum Juli 2014 der Stabsabteilung J3 (Operationen) der United States Forces Korea angehörte. Danach übernahm er auf der Tyndall Air Force Base in Florida das Kommando über das 325. Kampfgeschwader (325th Fighter Wing). Diese Aufgabe erfüllte er zwischen Juli 2014 und Juli 2016. Es folgte eine Versetzung zum Hauptquartier der Air Force, wo er bis zum Juli 2017 dem Stab des Vice Chief of Staff of the Air Force angehörte.
Seine nächste Mission führte ihn zur Al Dhafra Air Base in den Vereinigten Arabischen Emiraten. Dort kommandierte Derek France zwischen Juli 2017 und Juli 2018 das 380. Expeditionsgeschwader (380th Air Expeditionary Wing). Daran schloss sich eine Versetzung zur MacDill Air Force Base in Florida an. Dort gehörte er zwischen Juli 2018 und Juni 2020 als Deputy Director of Operations dem Stab des U.S. Central Commands an.
Seine nächsten beiden Aufgaben führten ihn zur Ramstein Air Base in Deutschland. Dort war er zunächst bis zum Juni 2022 Stabsoffizier (Director of Operations, Strategic Deterrence and Nuclear Integration) im Hauptquartier der United States Air Forces in Europe – Air Forces Africa. Am 22. Juni 2022 übernahm er ebenfalls auf der Ramstein AB als Nachfolger des kommissarischen Kommandeurs John F. Gonzales das Kommando über die 3. Luftflotte. Dieses Amt bekleidete er bis zum 3. April 2024, als Paul Moga seine Nachfolge antrat. Danach kehrte er zur MacDill AFB zurück. Dort übernahm er das Kommando über die 9. Luftflotte (Ninth Air Force) und die Luftstreitkräfte des United States Central Commands. Diese sind auch unter der Bezeichnung US Air Forces Central (USCENTAF) bekannt. Das Central Command ist das zuständige Regionalkommando für den Nahen Osten, Ost-Afrika und Zentral-Asien. Diese Aufgabe nimmt Derek France bis heute (März 2025) wahr.
Während seiner aktiven Zeit als Militärpilot absolvierte er über 2900 Flugstunden auf verschiedenen Flugzeugtypen.

## Daten der Beförderungen
| Abzeichen | Rang               | Jahr              |
| --------- | ------------------ | ----------------- |
|           | Second Lieutenant  | 27. Mai 1992      |
|           | First Lieutenant   | 27. Mai 1994      |
|           | Captain            | 27. Mai 1996      |
|           | Major              | 1. November 2002  |
|           | Lieutenant Colonel | 1. August 2007    |
|           | Colonel            | 1. September 2011 |
|           | Brigadier General  | 2. September 2017 |
|           | Major General      | 4. August 2020    |
|           | Lieutenant General | 18. April 2024    |

## Orden und Auszeichnungen
Derek France erhielt im Lauf seiner militärischen Laufbahn unter anderem folgende Auszeichnungen:
- Defense Superior Service Medal
- Legion of Merit
- Defense Meritorious Service Medal
- Meritorious Service Medal
- Air Medal
- Aerial Achievement Medal
- Air and Space Commendation Medal
- Air and Space Achievement Medal